# Олег Колодиј
Олег Едуардович Колодиј (укр. Олег Едуардович Колодій; Миколајив, 16. март 1993) елитни је украјински скакач у воду и члан репрезентације Украјине. Његова специјалност су појединачни и синхронизовани скокови са даске са висина од једног и од три метра. Дипломирао је математику на Миколајивском националном универзитету. Носилац је највишег спортског признања у Украјини „мајстор спорта светске класе”.
На међународној сцени дебитовао је током 2012. на такмичењу за светски гран при. Највећи успех у каријери остварио је на светском првенству 2017. у Будимпешти када је у пару са Иљом Квашом освојио бронзану медаљу у синхронизованим скоковима са трометарске даске. Пре те медаље освојио је и четири медаље на европским првенствима.